# Fisioterapia manipulativa
A fisioterapia manipulativa ortopédica (FMO) é uma área de especialização da fisioterapia que lida com o manejo de condições neuro-músculo-esqueléticas, embasada no raciocínio clínico, usando abordagens de tratamento altamente específicas, incluindo técnicas manuais e exercícios terapêuticos. A FMO também abrange e é conduzida pela evidência clínica e científica disponível e pelo quadro biopsicossocial de cada paciente.

## História da terapia manual
No ocidente, a primeira descrição documental de técnicas de terapia manual, remonta a Grécia antiga, sendo atribuída a Hipócrates (460 a.C). No manuscrito intitulado “Sobre as articulações”, Hipócrates descreveu técnicas manipulativas utilizando tração axial para o tratamento da escoliose, além de manipulações ortopédicas para correções de luxações no ombro.
Durante o século XVII e XVIII na Inglaterra, a prática da manipulação articular foi abandonada por uma grande parcela dos médicos sendo a sua prática relegada a leigos chamados “Bone-setters”, ou numa tradução literal “arrumadores de ossos”, os quais transmitiam os seus conhecimentos de pai para filho.
A razão para o abandono da manipulação não está completamente clara, mas pode ter sido devido a ineficácia do uso indiscriminado ou o perigo envolvido no uso da manipulação vertebral em pacientes com o mal de pott, uma doença de proporções epidêmicas em certos locais nesta época.
A prática dos Bone-setters influenciou a criação de diversas filosofias de tratamento e profissões que utilizam a terapia manual como parte do seu arsenal terapêutico, como a Osteopatia, a Quiropraxia e a Fisioterapia manipulativa, cada uma destas utilizando conceitos diferenciados.
A Fisioterapia cresceu de maneira substancial após a sua regulamentação em 1899, na Inglaterra. É evidente que os fisioterapeutas aprenderam e praticaram manipulação vertebral desde o início do século XX. O St.Thomas’ Hospital, instituição com uma longa tradição na instrução de fisioterapeutas, teve um papel fundamental neste processo. Os médicos James e John Mennell, pai e filho, e Edgar e James Cyriax, pai e filho, estiveram envolvidos no ensino da manipulação para fisioterapeutas neste hospital e influenciaram diretamente ou indiretamente vários profissionais.
Foi a partir de 1974, que um grupo de Fisioterapeutas pioneiros fundou a IFOMPT (Federação Internacional de Fisioterapeutas Manipulativos Ortopédicos) o que impulsionou o desenvolvimento da especialidade. Entre estes expoentes estavam nomes como Maitland, Kaltenborn, Paris, Lamb, Muligan e McKenzie.

### Regulamentação no Brasil
No Brasil, os Fisioterapeutas Manipulativos Ortopédicos são representados pela ABRAFITO (Associação Brasileira de Fisioterapia Traumato-Ortopédica), filiada a IFOMPT.

## Métodos e técnicas

### Manipulação e mobilização articular
Segundo Maitland, a mobilização é  um movimento passivo executado de maneira gentil, por meio de oscilações rítmicas, realizadas dentro ou no limite do arco de movimento. A manipulação por sua vez, consiste em forçar um movimento no limite do seu arco por meio de um impulso rápido. O paciente pode sempre resistir à mobilização, se ela se tornar muito dolorosa, enquanto a rapidez da manipulação vigorosa previne qualquer controle pelo paciente.
A IFOMPT define a mobilização como um continuum de movimentos passivos especializados que são aplicados em diferentes velocidades e amplitudes destinados a articulações, músculos ou nervos, com a intenção de restaurar o movimento ideal, função e/ou reduzir a dor. A manipulação é definida como um impulso passivo, de alta velocidade e baixa amplitude aplicado ao complexo articular, dentro do seu limite anatômico, com a intenção de restaurar o movimento ideal, função, e/ou reduzir a dor.

## Prática baseada em evidência
A profissão fisioterápica reconhece a importância da prática baseada em evidência e encoraja ativamente os praticantes a considerar as evidências científicas durante o desenvolvimento e aplicação dos tratamentos, sendo desenvolvido métodos e revisões bibliográfica e sistemáticas que reforçam essa diretriz. Pode ser entendida também como uma metodologia atual que auxilia os fisioterapeutas a garantir uma boa prática profissional.
Há um consenso de que o domínio linguístico, principalmente o inglês, que predomina nas publicações de melhor qualidade, é um dos principais entraves para que os profissionais se atualizem com as mais recentes referências, e com isso melhorando a sua conduta.

### Evidências científicas
Pesquisas têm mostrado que os fisioterapeutas manipulativos são hábeis no diagnóstico de articulações facetárias sintomáticas, discos interveterbrais sintomâticos e instabilidade lombar.
Existe evidência que a terapia manipulativa espinhal (tanto a mobilização quanto a manipulação) é eficaz no tratamento da dor lombar.
Demonstra ser eficaz também no tratamento da Síndrome do túnel do carpo.
Programas de exercícios elaborados e supervisionados pelos fisioterapeutas manipulativos resultam em menor incapacidade, menor absenteísmo e retorno ao trabalho mais rápido quando comparado a outros tratamentos.
Estes profissionais também são pioneiros na investigação dos mecanismos que contribuem para a cronificação e recorrência da dor lombar e dos efeitos de programas específicos de exercício para tal condição (estabilização). As evidências que suportam a eficácia destes exercícios têm aumentado. Existem fortes evidências que estes tratamentos são mais eficazes do que o repouso, analgésicos e massagem, comprovação obtida por 6 de 8 estudos recentes. Ainda mais, a combinação da terapia manipulativa espinhal e exercícios específicos têm se mostrado ter grande eficácia no tratamento das dores lombares,